# Leo Burnett Building
Leo Burnett Building est un gratte-ciel situé au 35 West Wacker Drive sur North Dearborn Street dans le quartier du Loop à Chicago (Illinois, États-Unis). L'immeuble bénéficie de sa position géographique qui en fait le plus haut gratte-ciel de la rive ouest de la rivière Chicago avec 193 mètres.
Lors de sa construction en 1989, il était le 12e plus haut gratte-ciel de la ville de Chicago. Il a été conçu par Kevin Roche-John Dinkeloo and Associates et Shaw & Associates. Il s'agit d'une conception post-moderne faite de granite, de béton, de verre et d'acier. Les fenêtres sont délimitées par des barres en acier inoxydable, ce qui est assez typique des gratte-ciel de Chicago.

## Dans la culture populaire
Le Leo Burnett Building figure à plusieurs reprises dans le film Wayne's World sorti en 1992.